# سوخو-۱۵
سوخو -۱۵  (روسی: Сухой Су-15) (نام اختصاص داده شده ناتو: Flagon) یک  هواپیمای رهگیر مافوق صوت جت دو موتوره بود، که در اتحاد جماهیر سوسیالیستی شوروی و در سال ۱۹۶۵ ساخته شده و تا  دهه ۱۹۹۰ کماکان در خدمت باقی ماند.
سوخو-۱۵ برای جایگزینی هواپیماهای سوخو-۱۱ و سوخو-۹ طراحی شد که با معرفی بمب افکن های استراتژیک جدیدتر و توانمندتر ناتو در حال منسوخ شدن بودند.

## تاریخچه عملیاتی

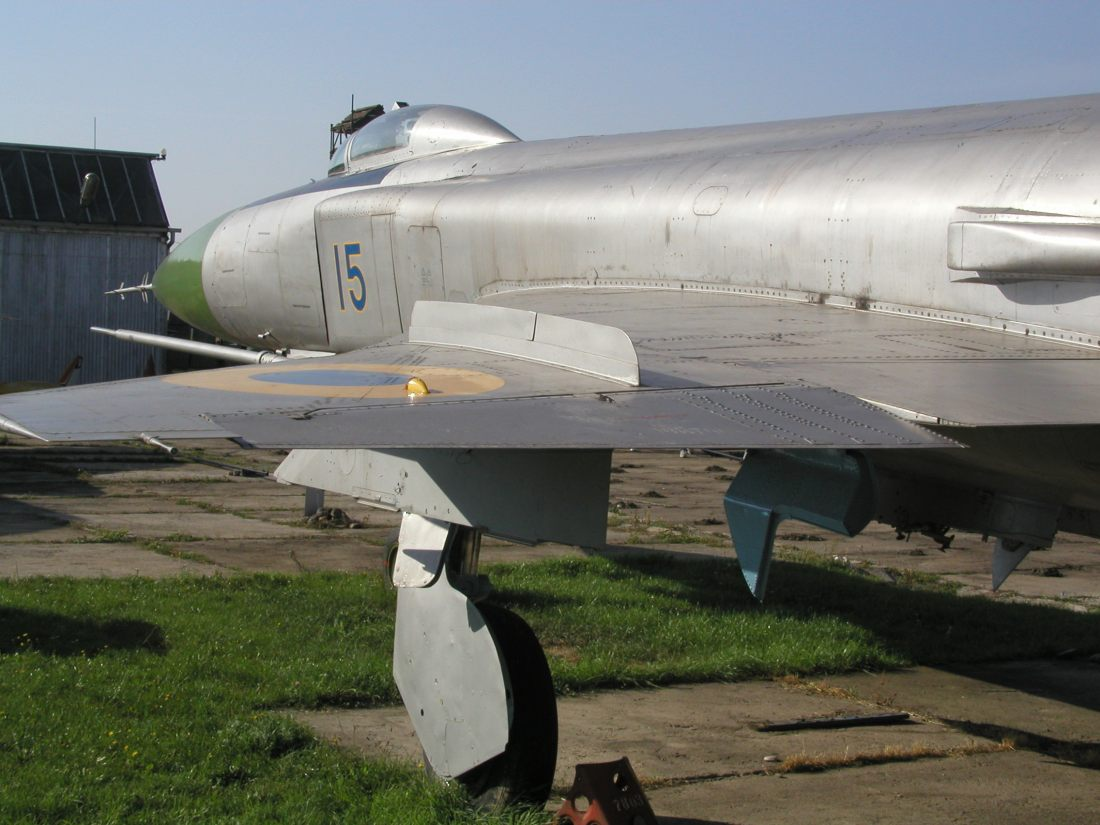
جنگنده سابق سوخو ۱۵ اوکراین (در موزه هوانوردی در کوشیتسه، اسلواکی)

سوخو-۱۵ در سالهای میانی دهه ۶۰ تا میانه دهه ۸۰ در کنار میگ-۲۵ ستون فقرات رهگیرهای شوروی را تشکیل می‌دادند. سوخو-۱۵ بیشتر برای رهگیری اهداف کندتر مانند بمب‌افکن بی-۵۲ و هواپیمای جاسوسی یو-۲ بکار می‌رفت و رهگیری اهداف سریع‌تر را به میگ-۲۵ واگذار می‌کرد. هدف قرار دادن پرواز شماره ۰۰۷ هواپیمایی کره جنوبی به دلیل تشخیص به عنوان هواپیمای جاسوسی ایالات متحده که به کشته شدن تمام سرنشین‌ها و خدمه منجر شد از جمله رویدادهای مهم در پرونده عملیاتی این رهگیر است. سوخو-۱۵ در دهه ۹۰ میلادی به تدریج با جنگنده‌های پیشرفته‌تر سوخو-۲۷ و میگ-۳۱ جایگزین شد.

## کاربران
شوروی
- نیروی دفاع هوایی شوروی

 روسیه
- نیروی هوایی روسیه تمامی هواپیماها از خدمت خط مقدم در سال ۱۹۹۴ خارج شدند،[۲] اما ممکن است برخی از آنها در انبار ذخیره جنگ اضطراری باقی مانده باشند.

 اوکراین
- نیروی هوایی اوکراین در سال ۱۹۹۶ از خدمت خارج شدند.[۲]

## مشخصات (سوخو-۱۵ تی ام)
داده‌ها از Wilson airwar.ru, Gordon
ویژگی‌های عمومی
- خدمه: ۱
- طول: ۱۹٫۵۶ متر (۶۴ فوت ۲ اینچ)
- پهنای بال: ۹٫۴۳ متر (۳۰ فوت ۱۱ اینچ)
- ارتفاع: ۴٫۸۴ متر (۱۵ فوت ۱۱ اینچ)
- مساحت بال‌ها: ۳۶٫۶ متر مربع (۳۹۴ فوت مربع)
- وزن خالی: ۱۰٬۷۶۰ کیلوگرم (۲۳٬۷۲۲ پوند)
- وزن ناخالص: ۱۷٬۲۰۰ کیلوگرم (۳۷٬۹۲۰ پوند)
- بیشترین وزن برخاست: ۱۷٬۹۰۰ کیلوگرم (۳۹٬۴۶۳ پوند)
- پیشرانه: ۲ عدد موتور توربوجت با پس سوز تومانسکی آر-۱۳اف-۳۰۰, ۴۰٫۲۱ کیلونیوتن (۹٬۰۴۰ پوند-نیرو) thrust  در هر موتور dry, ۷۰ کیلونیوتن (۱۶٬۰۰۰ پوند-نیرو) با پس‌سوز

عملکرد
- حداکثر سرعت: ۲٬۲۳۰ کیلومتر بر ساعت (۱٬۳۹۰ مایل بر ساعت، ۱٬۲۰۰ گره) با ۲ موشک هوابه‌هوا K-8 یا ۲ موشک هوا به هوا R-60 در ۱۲٬۰۰۰ متر (۳۹٬۰۰۰ فوت)
- حداکثر سرعت: ۲٫۱ ماخ
- بُرد: ۱٬۳۸۰ کیلومتر (۸۶۰ مایل، ۷۵۰ مایل دریایی)
- بُرد رزمی: ۷۲۵ کیلومتر (۴۵۰ مایل، ۳۹۱ مایل دریایی)
- بُرد معبر: ۱٬۷۰۰ کیلومتر (۱٬۱۰۰ مایل، ۹۲۰ مایل دریایی)
- حداکثر ارتفاع: ۱۸٬۱۰۰ متر (۵۹٬۴۰۰ فوت)
- حد شتاب جی: +۶٫۵
- نرخ صعود: ۲۲۸ متر بر ثانیه (۴۴٬۹۰۰ فوت بر دقیقه)
- بارگیری بال: ۵۵۵ کیلوگرم بر متر مربع (۱۱۴ پوند بر فوت مربع)

تسلیحات

- اسلحه‌ها: ۲ × UPK-23 gun pods with 2 × 23 mm Gryazev-Shipunov GSh-23L autocannons each on fuselage pylons
- آویزگاه‌های حمل سلاح: ۶ آویزگاه خارجی تسلیحات با ظرفیت حداکثر ۱٬۵۰۰ کیلوگرم (۳٬۳۰۰ پوند)، با قابلیت حمل ترکیبی از:
  - راکت‌ها: UB-16 rocket pods for S-5 rockets
  - موشک‌ها: 
(موشک هوابه‌هوا)
    - ۲ تیر کا-۸
    - ۲ تیر آر-۶۰

  - بمب‌ها: بمب چندمنظوره فاب-۵۰۰

اویونیکس

- رادار:  «تایفون-ام»
  - گستره شناسایی:

طرح سه نمای جنگنده سوخو-۱۵.

    - اهداف در ارتفاع بالا: ۷۰ کیلومتر
    - اهداف در ارتفاع پائین: ۱۵ کیلومتر

  - گستره قفل راداری:
    - اهداف در ارتفاع بالا: ۴۵ کیلومتر
    - اهداف در ارتفاع پائین: ۱۰ کیلومتر

  - گستره زاویه ای:
    - عمودی: +۳۰°/-۱۰°
    - افقی: +/- ۷۰°